# Линь Хуайминь
Линь Хуайми́нь (кит. трад. 林懷民, упр. 林怀民, пиньинь Lín Huáimín, англ. Lin Hwai-min, родился 19 февраля 1947) — тайваньский танцовщик, хореограф и писатель. Основатель и художественный директор театра «Юньмэнь» («Заоблачные Врата»).
Работы Линь Хуайминя привлекли заметное международное внимание (в частности, газета Berliner Morgenpost назвала его «наиболее значительным хореографом Азии»). Лауреат премии Сэмюэла Скриппса / ADF за достижения в области современного танца (США).
С 14 лет начал публиковать свою прозу в литературном приложении газеты «Ляньхэбао». Опубликовал несколько сборников рассказов и эссе: «Метаморфозы радуги» (1968), «Цикада» (1969), «О танце» (1981, 1989), «Разминуться» (1989), «Галдящие цикады и шумящие лотосы толкуют о девяти одах» (1993). Тайваньский писатель Бай Сяньюн, с которым Линь Хуайминя связывает долгая дружба, однажды так сказал о его рассказах 1960-х годов: «Молодые люди в рассказах Линь Хуайминя всё ещё блуждают в мире социальных проблем, но, боюсь, они не смогли бы вынести „чувства беспокойства о стране“ в то время».

## Постановки
- 1974 — Праздник холодной пищи (Танец)
- 1975 (2 сентября) — Легенда о Белой Змее
- 1978 — Наследие
- 1979 — Ляо Тянь-дин
- 1983 — Сон в Красном тереме
- 1984 — Приношение весне．Тайбэй 1984
- 1985 — Земля грез
- 1986 — Моя ностальгия, мои песни
- 1989 — Элегия（Первоначальное название «Сегодня четыре часа дня 8 июня 1989-го года…», в память о событиях на площади Тяньаньмэнь）
- 1991 — Игра в открытую и блеф
- 1993 — Девять напевов
- 1994 — Песни скитальцев — Спектакль «Песни скитальцев» Линь Хуайминь создал в 1994 году, использовав парадоксальное сочетание литературного и музыкального материала — канву романа Германа Гессе «Сиддхардха» и грузинские народные песни в исполнении вокального ансамбля «Рустави». Этот спектакль, основная тема которого — стремление к постижению смысла жизни и духовному просветлению, стал частью основного, испытанного временем репертуара «Заоблачных врат» и с неизменным успехом исполнялся на сценах более чем 20 стран мира[5].
- 1997 — Белизна
- 1997 — Образы семей
- 1998 — Луна, отраженная в воде
- 1999 — Сжигание сосны
- 2001 — Сны в бамбуковой роще
- 2001 — Скоропись
- 2002 — Дым
- 2003 — Копоть сосны（Скоропись II）
- 2004 — Пейзаж
- 2005 — Неистовая скоропись — Хореография навеяна «ходовым» и «беглым» стилями письма кистью в традиционной китайской каллиграфии[6].
- 2006 — Белизна II, Белизна III（Вместе с постановкой 1997 составляет трилогию Белизны）
- 2008 — Песни птиц
- 2008 — Шёпот цветов, по мотивам чеховской пьесы «Вишневый сад», постановка была показана в июне 2010 года на Международном театральном фестивале им. Чехова[7].
- 2009 — Скоропись III (в спектакле испольуются творения кисти знаменитой художницы-каллиграфа Дун Ян-цзы)[8].
- 2010 — Прислушиваясь к реке[9], Следы от протекающей кровли
- 2011 — Если б не было тебя
- 2013 — Рисовые колоски
- 2014 — Белая вода, Мельчайшие частицы мироздания
- 2017 — Формоза — спектакль был показан в Москве 17 и 18 июня 2019 года на Международном театральном фестивале им. Чехова, как прощальный спектакль Линь Хуайминя[10][11]
- 2019 — Осенняя вода

### Переводы на иностранных языках
- Cicada. Transl. by Timothy Ross und Lorraine S. Y. Lieu. In: Joseph S. M. Lau : Chinese Stories From Taiwan: 1960—1970. Columbia UP, New York 1976, S. 243—319.